# 木村庄太郎
木村庄太郎（きむら しょうたろう）は、大相撲の行司の名跡のひとつ。

## 解説
江戸期から明治期にかけて8名（初代 - 7代、10代）の庄太郎が木村庄之助の前名として名乗り（5代木村庄之助が初代庄太郎）、庄之助への出世名とされていた。勧進相撲草創期から受け継がれている木村家で最も由緒ある名跡である。庄之助、伊之助以外の名跡中では歴代最多の木村玉光の16代に次ぐ、15代を数える。
現在では、出羽海一門の部屋に所属する行司が名乗ることが多い。近年では、春日野部屋所属で13代庄太郎の弟子の27代式守伊之助が1992年11月に立行司に昇格するまで14代庄太郎を名乗っていたが、その後は永らく空き名跡となっていた。
しかし14年間の空白を経て、2007年1月場所より、26・27代式守伊之助の弟子で幕内格行司の4代木村善之輔が改名して15代を襲名し、立行司昇進直前の2024年11月場所まで名乗った。2025年1月場所現在は空き名跡。

## 歴代
- 初代　→ 5代木村庄之助
- 2代　→ 6代木村庄之助
- 3代　→ 7代木村庄之助
- 4代　→ 8代木村庄之助
- 5代　→ 9代木村庄之助
- 6代　→ 11代木村庄之助
- 7代　→ 12代木村庄之助
- 8代（前名：初代木村竜五郎）
- 9代（前名：6代木村庄九郎、最高位：3人目）　→3代中立
- 10代　→ 14代木村庄之助
- 11代（前名：6代木村多司馬、最高位：4人目）　→6代藤島
- 12代（前名：3代木村亘り、最高位：3人目）
- 13代（最高位：三役格行司）
- 14代　→ 27代式守伊之助
- 15代　→ 43代式守伊之助